# Waldspielpark Tannenwald

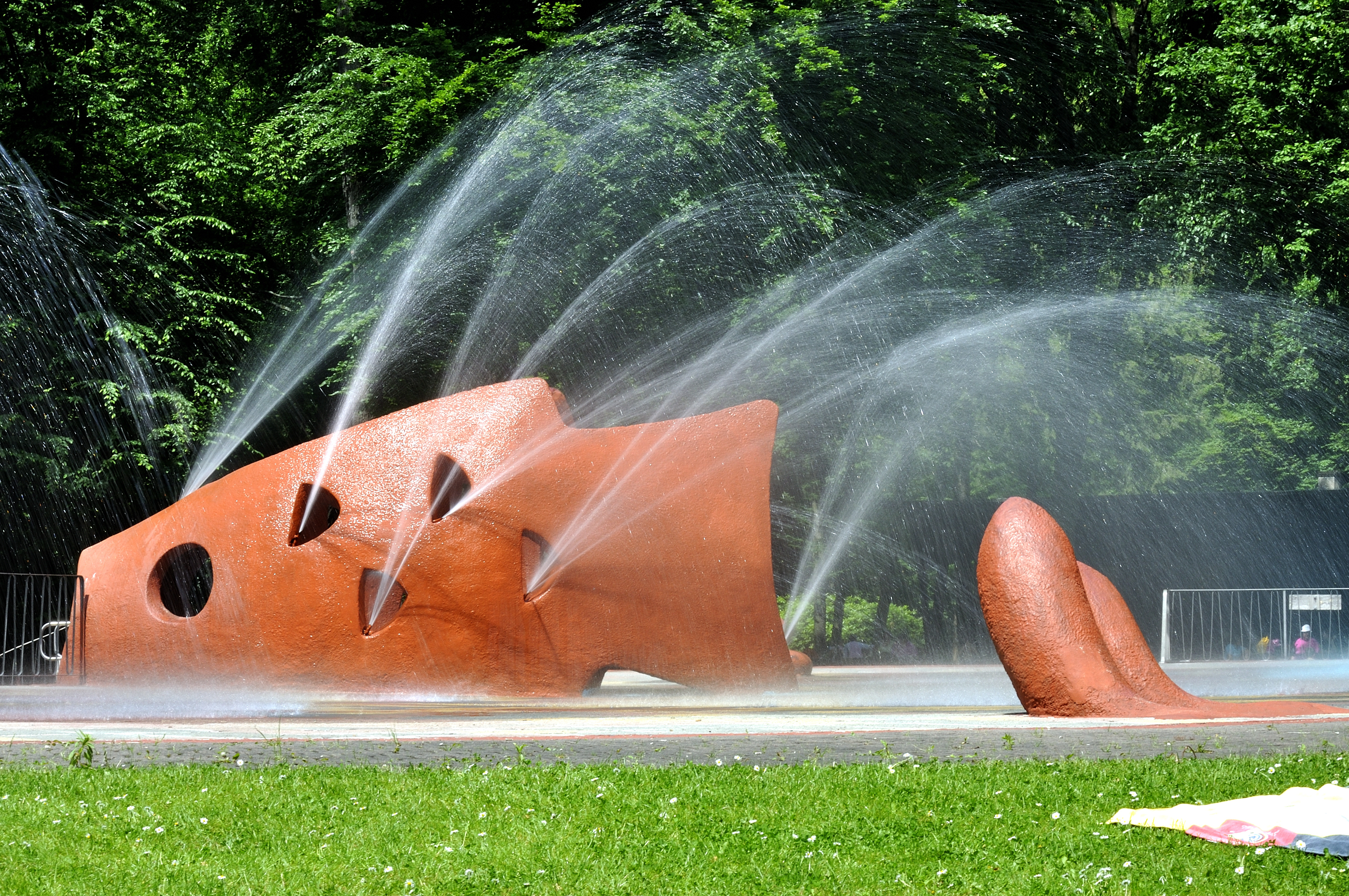
Ehemalige Wasserspiele (2017 abgerissen)

Der Waldspielpark Tannenwald ist einer von sieben Waldspielparks der Stadt Frankfurt am Main, gelegen auf dem Gebiet des Frankfurter Stadtwaldes. Der Park wurde im Jahr 1961 eingerichtet und im Jahr 1975 auf 5,24 Hektar erweitert.

## Lage
Der Waldspielpark Tannenwald liegt im äußersten Süden des südmainischen Frankfurter Stadtteils Sachsenhausen, am Rand des Frankfurter Stadtwaldes, an der Gemarkungsgrenze der Stadt zu Neu-Isenburg. Dort grenzt er an die zu Neu-Isenburg gehörende Friedensallee.
Direkt über dem Waldspielpark befindet sich eine der Ein- und Anflugschneisen des Frankfurter Flughafens, was zu einiger Belastung durch Fluglärm führt.

## Ausstattung
Im Waldspielpark Tannenwald befindet sich eine große Liegewiese. Die sehr weitläufige Anlage bietet vielfältige Sport- und Spielmöglichkeiten, unter anderem eine Rollschuhbahn, einen Pumptrack, Basketball- und Bolzplätze sowie eine 9-Loch-Minigolfanlage und Tischtennisplatten. Seit 1975 gibt es im Waldspielpark auch einen Trimm-dich-Pfad.
Neben diesen Spielgeräten gibt es noch eine Wassersprühanlage mit eingebauten Planschbereichen. Das Wassersprühfeld und das Planschbecken, das aufgrund der geringen Wassertiefe auch für Kleinkinder geeignet ist, sind bei einer Außentemperatur von mindestens 22 °C in Betrieb.
In der Mitte des Spielparks, an Bahn eins der Minigolfanlage, befinden sich ein Kiosk und Toiletten, die nur in der Saison zwischen April und September offen sind. Wie in allen anderen Frankfurter Waldspielparks sind auch hier keine Hunde erlaubt.

## Zugänglichkeit
Der Park ist immer frei zugänglich. Zwischen April und September jeden Jahres ist der Park von 10:30 bis 19 Uhr betreut.

## Verkehrsanbindung
Der Waldspielpark Tannenwald ist über die Bushaltestelle Waldspielpark an den öffentlichen Personennahverkehr (ÖPNV) des Rhein-Main-Verkehrsverbundes (RMV) angeschlossen. Dort halten die Buslinien 662 und 663 in Richtung Neu-Isenburg Bahnhof Ostseite sowie über Dreieich und Langen nach Darmstadt-Arheilgen (662) bzw. Mörfelden (663). Über einen Fußweg von etwa 15 bis 20 Minuten ist die Endhaltestelle Neu-Isenburg Stadtgrenze der Frankfurter Straßenbahnlinie 14 zu erreichen. Ebenfalls über einen etwa 20-minütigen Fußweg durch den Wald ist der Neu-Isenburger Bahnhof zu erreichen, an dem die S-Bahn-Linien S3 und S4 halten. Westlich am Park entlang verläuft ein Abschnitt des Frankfurter Rundwanderwegs Schäfersteinpfad.
Für den motorisierten Individualverkehr befindet sich ein großer Parkplatz am Ausgang des Waldspielparks an der Friedensallee.